# Lino Angiuli
Lino Angiuli (Valenzano, 1946) è un poeta e scrittore italiano.

## Biografia
Lino Angiuli è un poeta e scrittore italiano. Vive a Monopoli, dove ha diretto per la Regione Puglia un Centro di servizi culturali. Collaboratore dei Servizi culturali della Rai e di quotidiani, ha partecipato alla fondazione di alcune riviste letterarie, tra le quali il semestrale Incroci (Editore Adda), che co-dirige. Ha iniziato a scrivere all'età di 18 anni e attualmente ha all'attivo quindici raccolte poetiche in lingua italiana e dialettale. La terra in cui è nato è spesso spunto per i suoi lavori, ma in generale la vita tutta con particolare attenzione all'antropologia della parola e all'utopia. Molti i suoi lavori sul versante della valorizzazione della cultura popolare. Suoi testi poetici sono stati tradotti in altre lingue. Della sua produzione letteraria si parla in antologie, storie letterarie ed enciclopedie della Letteratura italiana.

## Opere

### Poesia
- Liriche, prefazione di Edoardo Novielli (Pellegrini, Cosenza 1967)
- La parola l'ulivo (1965-1975) (Lacaita, Manduria 1975)
- Iune la lune, prefazione di Antonio Motta, un saggio di Brandonisio, De Bellis, Di Turi, rilettura poetica di Francesco Nicassio, disegni di Luigi Rossini (Schena, Fasano 1979)
- Campi d'alopecia, prefazione di Ruggiero Jacobbi (Lacaita, Manduria 1979)
- Amar clus, prefazione di Leonardo Mancino (Bastogi, Foggia 1984)
- Di ventotto ce n'è uno: parole e musica (Schena, Fasano 1991)
- Catechismo, con presentazione di Raffaele Crovi (Manni, Lecce 1998)
- Daddò daddà (Marsilio, Venezia 2000)
- Cartoline dall'aldiqua: ventotto poesìe con un inserto fotografico di Angelo Saponara (Quorum Italia, Bari 2004)
- Un giorno l'altro, postfazione di Gabrio Vitali (Aragno, Torino 2005)
- Viva Babylonia: concertino per numeri e fiati, prefazione di Raffaele Nigro, Cd multimediale a cura di Giorgia Angiuli (LietoColle, Faloppio 2007)
- L'appello della mano, postfazione di Daniela Marcheschi (Aragno, Torino 2010)
- Ovvero, postfazione di Giuseppe Langella (Aragno, Torino 2015)
- Madreterra madreterna: parole della e dalla Puglia (Quorum edizioni, Bari 2018)
- Addizioni, con un saggio di Daniele Maria Pegorari (Aragno, Torino 2020)
- Duemilaventuno: un altro anno, con Vito Matera, Quorum Edizioni, Bari 2020
- Poesie vegetali/Green poems, a cura di Maria Rosaria Cesareo e Barbara Carle, traduzione inglese di Barbara Carle, Edizioni di Pagina - Consiglio Regionale della Puglia, Bari 2021
- Duemilaventidue: un altro anno, con Teo de Palma, Quorum Edizioni, Bari 2021
- Sud voce del verbo sudare, prefazione di Daniele Maria Pegorari, un dialogo con Carlo A. Augieri, un saggio di Gabrio Vitali, Moretti & Vitali, Bergamo 2022
- Duemilaventitre: un altro anno, con Vito Matera, Quorum Edizioni, Bari 2022.
- Duemilaventiquattro: un altro anno, con Silvia Venuti, Quorum Edizioni, Bari 2023

### Altre opere
- In nome del Re: poematto unico, due interventi pour par di Ettore Catalano e Franco Perrelli, tre photo-grafie di Angelo Saponara (Levante, Bari 1982) [Teatro]
- Favolare: fantasia popolare pugliese, con Lino Di Turi e Gianni Minardi (CPE, Modena 1993) [Favole]
- Puglia in favola: fra teatro e lingua, con Lino Di Turi e Giovanni Minardi, presentazione di Pasquale Guaragnella (Facoltà di Lingue, Bari - CPE, Modena 1999) [Favole]
- Giorni di festa: Da un Natale all'altro (Schena, Fasano 2002) [Tradizioni popolari]
- Pugliamare: fiabe popolari liberamente raccolte e proposte da Lino Angiuli e Lino Di Turi, rivisitate dalla matita di Vito Matera (Milella, Bari 2005) [Favole]
- Varietà, prefazione di Giuseppe Rosato, Mail Art Works di Pierpaolo Limongelli (Associazione “Malavoglia”, Viterbo 2005) [Aforismi]
- I tempi dell'acqua = The times of wather, con Antonio Di Fazio (Gelsorosso, Bari 2007) [Divulgazione]
- La morale della favola: racconti, favolette, apologhi popolari raccolti in Puglia, con Lino Di Turi e Vito Matera (Vito Radio, Putignano 2007) [Favole]
- Le strade dell'occhio, con Angelo Saponara (Gelsorosso, Bari 2009) [Turismo culturale]
- La panchina dei soprannomi, disegni di Vito Matera, prefazione di Claudio Toscani (Gelsorosso, Bari 2011) [Racconti]
- In tutti i sensi: viaggio fotografico nel cuore di Putignano (Schena, Fasano 2012) [Turismo culturale]
- La penna in fondo all'occhio: esercizi di lettura/scrittura (Stilo, Bari 2013) [Critica letteraria]
- Donna in fabula: figure femminili dell'immaginario favolistico popolare, con Lino Di Turi, grafiche di Vito Matera, prefazione di Giuseppe Lupo (La Vita Felice, Milano 2014) [Favole]
- Viacrucis terraterra, prefazione di Davide Rondoni;illustrazioni di Luigi Fabii (Edizioni di Pagina, Bari 2017)
- Racconti del camerone, illustrazioni di Nicola Genco, postfazione di Lea Durante (Edizioni di Pagina, Bari 2020) [Racconti]

### Curatele
- Oltre la provincia: contributi e presenze nel Premio “Puglia-Renoir”, a cura di Lino Angiuli (Schena, Fasano 1986) [Miscellanea]
- La festa del dolore:  la processione del Venerdì Santo a Valenzano, a cura di Lino Angiuli, fotografie di Angelo Saponara, le schede del catalogo sono di Salvatore Camposeo (Edizioni di Pagina, Bari 2003) [Tradizioni popolari]
- Leggendo leggende: racconti popolari pugliesi tra storia e fantasia, scelti e proposti da Lino Angiuli e Lino Di Turi, apparato didattico di massimo Romandini (Adda, Bari 2005) [Leggende popolari]
- L'ultima mossa: omaggio a Piripicchio, Angelo Saponara, testi a cura di Lino Angiuli, note introduttive di Lino Banfi e Michele Mirabella (Gelsorosso, Bari 2006) [Volume fotografico]
- Il Santo e il mare: il culto di San Francesco da Paola a Monopoli, a cura di Lino Angiuli e Maria Ranieri (Gelsorosso, Bari 2007)
- Da San Catalde a Specchie: luoghi della poesia dialettale barese tra Otto e Novecento, a cura di Paolo Testone e Lino Angiuli (Gelsorosso, Bari 2007) [Antologia di poesia dialettale]
- Il percorso di Michele Depalma, a cura di Lino Angiuli (Gelsorosso, Bari 2008)
- Il segreto delle fragole, a cura di Lino Angiuli e Ivan Fedeli (Lietocolle, Faloppio 2008)
- La voce di Pietro Gatti: lettura poetica dell'autore, CD audio, a cura di Lino Angiuli e Lino Di Turi (Gelsorosso, Bari 2012)
- Tempi d'Europa: antologia poetica internazionale, a cura di Lino Angiuli e Milica Marinković, prefazione di Amedeo Anelli (La Vita Felice, Milano 2013)
- A Villa verde, Pietro Gatti, a cura di Lino Angiuli, interventi critici di Carlo Alberto Augieri e Salvatore Francesco Lattarulo (Milella, Lecce 2014)
- AAA Europa cercasi: antologia poetica internazionale, a cura di Lino Angiuli e Maria Rosaria Cesareo, prefazione di Daniela Marcheschi (La Vita Felice, Milano 2014)
- Luoghi d'Europa: antologia poetica internazionale, a cura di Lino Angiuli e Diana Battaggia, prefazione di Daniele Maria Pegorari (La Vita Felice, Milano 2015)
- Storie da ridere della tradizione popolare pugliese, a cura di Lino Angiuli, Piero Cappelli, Lino Di Turi, prefazione di Daniela Marcheschi (Edizioni di Pagina, Bari 2015) [Racconti].
- Poesie giovanili / Nicola G. De Donno; introduzione di Lino Angiuli ; intervento critico di Carlo A. Augieri ; postfazione di Daniele De Donno. - Lecce : Milella , 2015.
- Maremare: antologia poetica mediterranea, a cura di Lino Angiuli, Maria Rosaria Cesareo, Milica Marinković,  prefazione di Daniela Marcheschi (Adda, Bari 2017)